# Сирійська єврейська кухня
Сирійська єврейська кухня — це кухня сирійських євреїв. Хоча до 2016 року майже всі євреї покинули Сирію, їхня кухня збереглася в книгах і сімейних рецептах.

## Історія та впливи
З біблійних часів на території сучасної Сирії жили євреї. Сирійська єврейська кухня відрізняється від ашкеназької єврейської кухні такими продуктами як гефілте фіш, книш або інші страви, більш відомі як єврейські в Сполучених Штатах, єврейська громада яких була переважно ашкеназі. Насправді страви сирійських євреїв у діаспорі часто відрізняються від страв інших євреїв, оскільки вони містять рис, сухофрукти та інші приправи, яких немає в інших регіональних єврейських стравах. Оскільки євреям заборонено змішувати м'ясо з молочними продуктами, сирійська єврейська кухня відрізнялася від стандартної сирійської кухні тим, що в ній використовувалася олія замість вершкового масла або баранячого жиру в смажених продуктах. Після 1492 року, коли сефардів вигнали з Іспанії, багато євреїв-сефардів приїхали до Сирії і привезли з собою кілька страв з іспанськими назвами, наприклад, бастель. Деякі іммігранти з Італії у XVII та XVIII століттях (так звані франко) привезли з собою італійські страви, такі як кальсоне (різновид сирних равіолі). Ці страви змішалися з місцевою сирійською кухнею мізрахі та єврейською кухнею мустарабі, створивши нові смаки та стилі. Сирійські євреї також вдосконалили версії сирійських страв, зробивши акцент на фруктах і кисло-солодких смаках. Сирійські євреї Алеппо також активно використовували тамаринд. Соуси на основі тамаринда є унікальними для сирійсько-єврейської кухні.

## Елементи
Характерна для Близького Сходу та Індо-Середземноморського басейну, сирійська єврейська кухня містить багато елементів різних кухонь з широкого географічного регіону. Мавританські та іберійські елементи прибули після вигнання євреїв з Іспанії в 1492 році. Сирійські єврейські купці, що торгували вздовж пряного шляху, також імпортували спеції з Далекого Сходу та земель Персії, завдяки чому рожева вода та вапно стали важливим доповненням до їхньої кухні. Звичайно, елементи сирійської єврейської кухні були прийняті неєврейськими громадами в Сирії, а сирійські євреї також перейняли «неєврейські» сирійські смаки у своїх стравах. Сирійські єврейські страви дуже специфічно відрізняються від інших сирійських кухонь. Додавання до страв кориці, кмину і запашного перцю, а також використання марокканського шафрану з персидськими оливками і консервованими лимонами допомагають відрізнити кухню від стандартної сирійської їжі.